# 周遂良
周遂良，湖北省黃州府蘄水縣人，清朝政治人物、進士出身。
光緒六年（1880年），参加庚辰科殿試，登進士二甲第131名。同年五月，改翰林院庶吉士。光緒九年四月，散館，著以知县即用。